# Радівілов Ігор Віталійович
І́гор Віта́лійович Радіві́лов (нар. 19 жовтня 1992 року, Маріуполь, Україна) — український гімнаст. Бронзовий призер Олімпійських ігор 2012, чемпіон Європи у вправах на кільцях 2013 року. На його честь названо опорний стрибок «The Radivilov».

## Літні Олімпійські ігри 2012

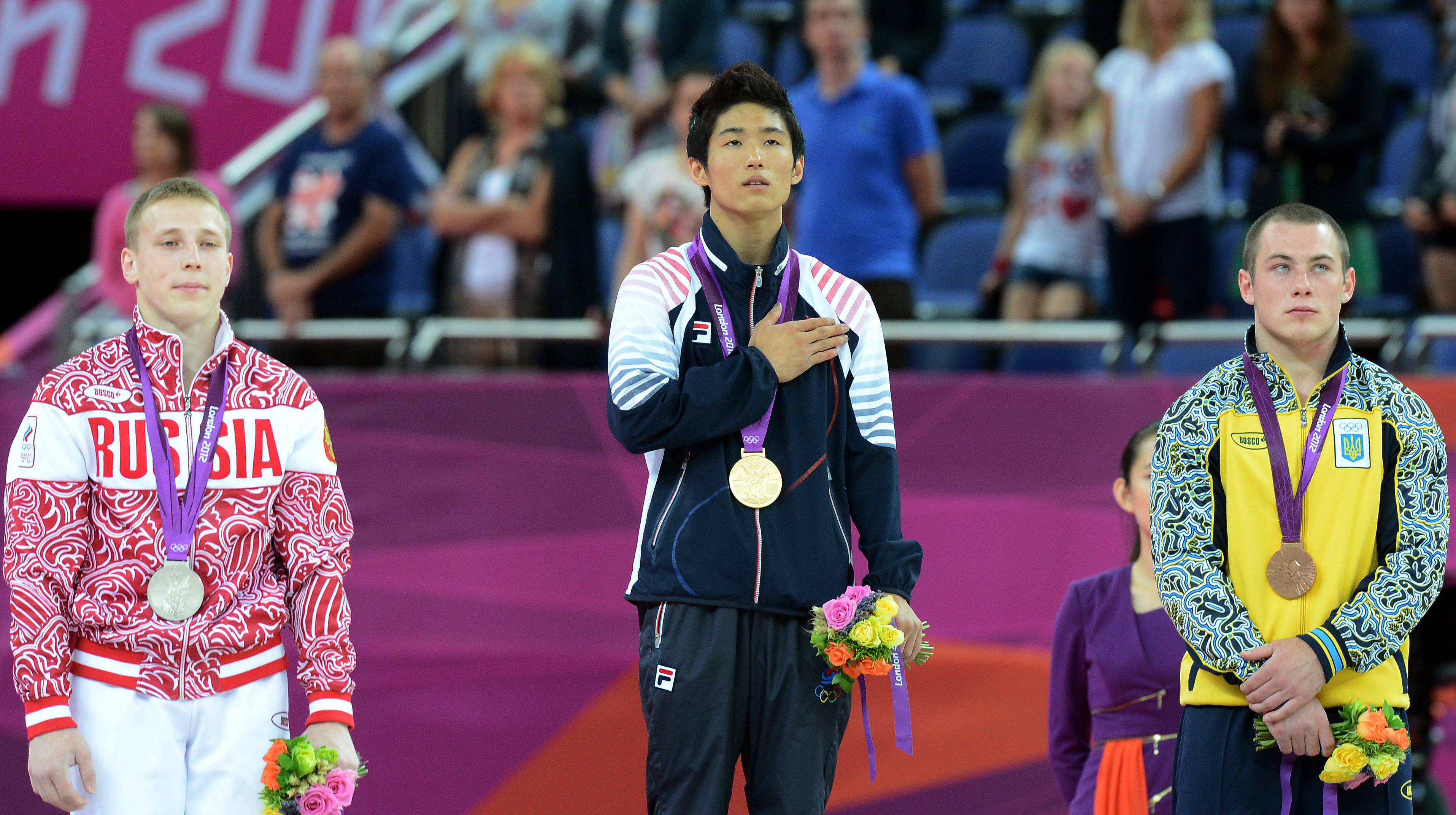
П'єдестал на XXX Літніх Олімпійських іграх 2012 року

На літніх Олімпійських іграх у Лондоні здобув бронзову медаль в опорному стрибку.

## Чемпіонат Європи 2013
На чемпіонаті Європи, що проводився Москві, 20 квітня здобув золоту медаль у вправах на кільцях, розділивши перше місце з французом Самір Аїт Саїдом. У цих змаганнях набрав 15,466 бала. Наступного дня брав участь у виступі в опорному стрибку. Але через падіння у другій спробі не зумів здобути медаль.

## 2015

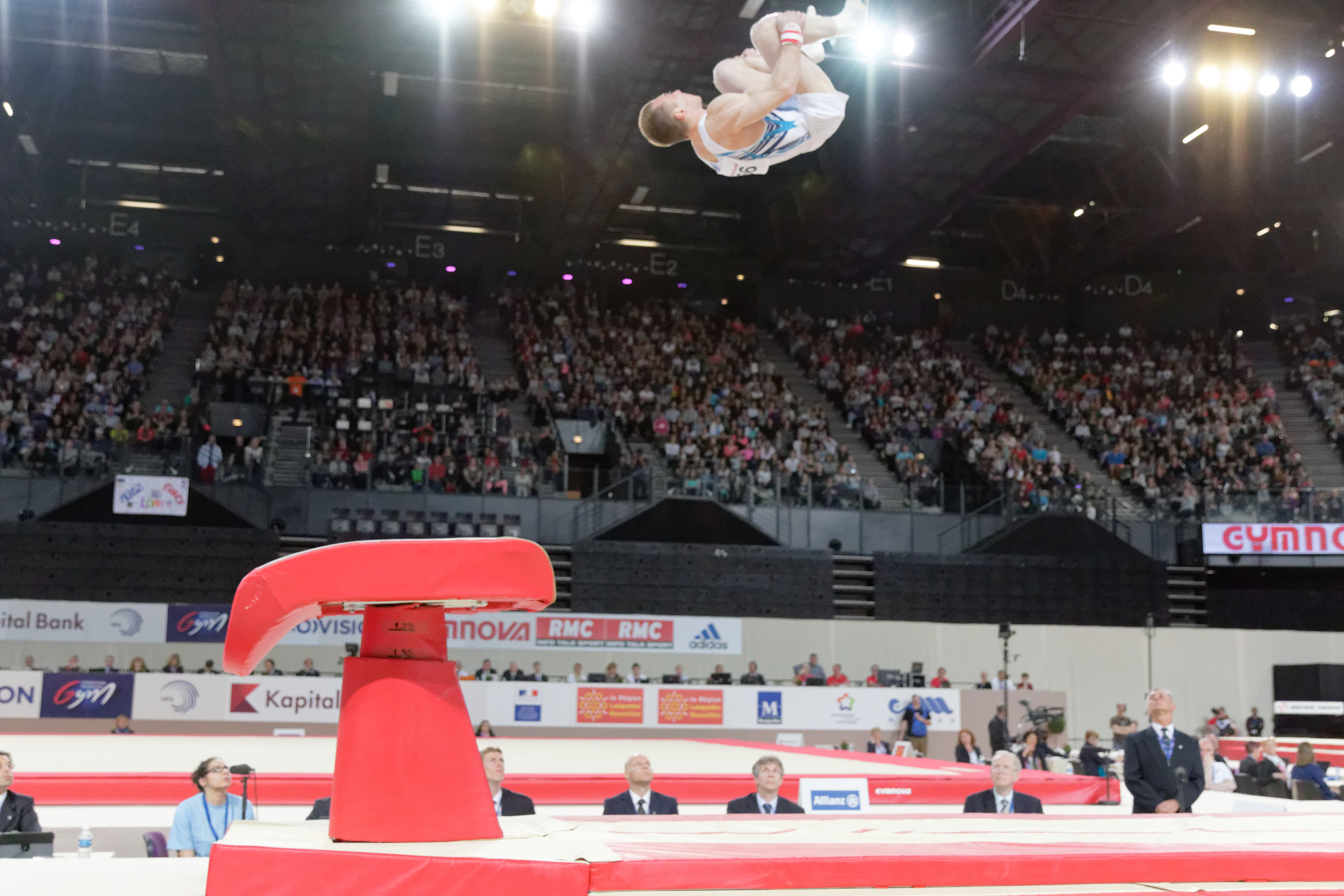
Опорний стрибок на чемпіонаті Європи 2015 року

У квітні 2015 року на чемпіонаті Європи зі спортивної гімнастики в Монпельє (Франція) посів друге місце — опорний стрибок.

## 2016
На етапі Кубка світу у болгарській Варні в травні 2016 року здобув дві золоті медалі.
На засіданні технічного комітету Міжнародної федерації гімнастики було затверджено новий елемент в опорному стрибку. Він отримав базу 7,0 балів і був названий на честь Ігоря Радівілова.

## 2017
У квітні на чемпіонаті Європи в Клуж-Напоці, Румунія, у фіналі вправи на кільцях здобув бронзову медаль, а у фіналі опорного стрибку — сьоме місце.
На літній Універсіаді 2017 в Тайбеї разом з Олегом Верняєвим, Ігорем Радівіловим, Петром Пахнюком та Владиславом Грико здобув срібну нагороду в командній першості.
На чемпіонаті світу, що проходив у жовтні в Монреалі, у вправах на кільцях з 14.933 балами завершив фінал шостим, а фіналі в опорному стрибку з 14.899 балами, що на 0,001 бала менше за японського гімнаста Кензо Сірая, здобув срібну нагороду.
Завдяки блискучому виступу на чемпіонаті світу, де поступився першому місцю лише однією тисячною балу, Ігор Радівілов визнаний Національним олімпійським комітетом найкращим спортсменом жовтня в Україні.
У грудні на кубку світу у Котбусі, Німеччина, в фіналі вправ на кільцях здобув перемогу, а в опорному стрибку завоював срібну нагороду.
Завдяки продемонстрованим результатам у грудні на етапі у Котбусі Ігоря другий місяць поспіль було визнано Національним олімпійським комітетом спортсменом місяця.

## 2018
У березні на змаганнях кубка світу в Досі, Катар, здобув перемоги у вправах на кільцях та в опорному стрибку.
За продемонстровані результати у березні на етапі у Досі Ігоря втретє в кар'єрі було визнано Національним олімпійським комітетом спортсменом місяця.
У липні на етапі кубка виклику в Хорватії посів шосте місце в опорному стрибку (13.633, 14.733 — 14.183) і п'яте місце у вправах на кільцях (14.200).
У серпні на чемпіонаті Європи в Глазго, Шотландія, виборов срібну нагороду в опорному стрибку.
На чемпіонаті світу в Досі, Катар, разом з Олегом Верняєвим, Петром Пахнюком, Владиславом Грико та Максимом Василенко в командних змаганнях посіли дев'яте місце, що забезпечило команді право позмагатися за олімпійську ліцензію в команді на наступному чемпіонаті світу. Під час виконання першого стрибка у кваліфікації поїхали руки на відштовхуванні, що призвело до падіння та втрати шансів на фінал, однак, на щастя, обійшлось без травм. У фіналі вправи на кільцях з 14,133 балами посів сьоме місце.
На першому кваліфікаційному турнірі на Олімпійські ігри 2020 року на кубку світу у Котбусі, Німеччина, у фіналі в опорному стрибку з 14,941 балами здобув перемогу.

## 2019
На кубку світу в Мельбурні, Австралія, в лютому у фіналі в опорному стрибку здобуває перемогу (14.949 балів).
На етапі Кубка світу в Досі, Катар, у фінальних змаганнях в опорному стрибку отримав 14,916 балів та завоював срібну медаль.
У березні завоював бронзову медаль етапу Кубка світу в Баку, Азербайджан, у вправах з кільцями (14,666 бала) та додав срібло у фінальних вправах в опорному стрибку (14,833 балів).
У квітні на чемпіонаті Європи кваліфікувався до фіналів з кільцями та в опорному стрибку з першими результатами, але під час виконання комбінації та другого стрибка припустився помилок і залишився поза п'єдесталом.
На Korea Cup у липні в фіналах на кільцях посів четверту позицію, а в опорному стрибку з 14.675 балами здобув срібну нагороду.
На ІІ Європейських іграх у Мінську, Білорусь, кваліфікувався до фіналів з кільцями (2 місце) та в опорному стрибку (1 місце), де відповідно з 14.733 балами та 14.649 балами здобув дві бронзові нагороди.
У вересні на етапі кубку світу в Угорщині переміг у вправі на кільцях.
На чемпіонаті світу в Штутгарті, Німеччина, разом Олегом Верняєвим, Петром Пахнюком, Євгеном Юденковим, Владиславом Грико та Максимом Василенко (запасний) в командних змаганнях посіли восьме місце та здобули олімпійську ліцензію в команді на Олімпійські ігри в Токіо. У фіналі в опорному стрибку з 14,749 балами здобув бронзову нагороду.
На останньому в 2019 році етапі кубку світу в Котбусі, Німеччина, посів сьоме місце у вправі на кільцях та здобув перемогу в опорному стрибку.

## 2020
У грудні під час пандемії коронавірусу на чемпіонаті Європи в Мерсіні, Туреччина, разом з Петром Пахнюком, Владиславом Грико, Євгеном Юденковим та Романом Ващенко здобув історичну для збірної України перемогу в командній першості з результатом 248,963 балів. У фіналі вправи в опорному стрибка з результатом 14,733 бала здобув другу за чемпіонат перемогу, а у фіналі вправи на кільцях поповнив скарбничку бронзовою нагородою.

## 2021
На Олімпійських іграх в Токіо, Японія, в фіналі командної першості спільно з Петром Пахнюком, Євгеном Юденковим та Іллею Ковтуном з сумою 246.394 балів посіли сьоме місце. До фіналу справи на кільцях та в опорному стрибку не кваліфікувався.

## 2022
Сезон розпочав етапом Кубка виклику в Осієці, де зумів стати переможцем в опорному стрибку. На наступному етапі, який відбувся в Копері, також зумів перемогти в опорному стрибку, а також став найкращим у вправах на кільцях.
На чемпіонаті Європи, який відбувся в Мюнхені, з восьмим результатом кваліфікувався у фінал на кільцях, а також з другим результатом пройшов у фінал в опорному стрибку. У командних змаганнях збірна України з дев'ятим результатом не зуміла пройти кваліфікацію. У фіналі вправ на кільцях став сьомим, а в опорному стрибку виграв бронзову медаль, поступившись лише Джейк Джерману та Артуру Давтяну.
На чемпіонаті світу, який відбувся у Ліверпулі, українська збірна виступила невдало, посівши двадцять перше місце, але Радівілов став єдиним гімнастом, якому вдалося кваліфікуватися в особистий фінал. У кваліфікації опорного стрибку він посів четверте місце, а у фіналі зумів виграти бронзову медаль.

## 2024
1 грудня, наприкінці зустрічі між клубами «Котбус» та «Віннгорст» на чемпіонаті Німеччини, оголосив про завершення спортивної кар'єри.

## Результати на турнірах
| Рік  | Змагання                            | КБ | ІБ | Вільні вправи | Кінь | Кільця | Опорний стрибок | Паралельні бруси | Перекладина |
| ---- | ----------------------------------- | -- | -- | ------------- | ---- | ------ | --------------- | ---------------- | ----------- |
| 2011 | Чемпіонат світу                     | 5  |    |               |      |        |                 |                  |             |
| 2012 | Олімпійські ігри                    | 4  |    |               |      |        | 3               |                  |             |
| 2013 | Чемпіонат Європи                    |    |    |               |      | 1      | 5               |                  |             |
| 2013 | Чемпіонат світу                     |    |    |               |      |        |                 |                  |             |
| 2014 | Чемпіонат Європи                    | 3  |    |               |      | 7      | 3               |                  |             |
| 2014 | Чемпіонат світу                     |    |    |               |      |        | 2               |                  |             |
| 2015 | Чемпіонат Європи                    |    |    |               |      |        | 2               |                  |             |
| 2015 | Європейські ігри                    | 2  |    |               |      | 6      |                 |                  |             |
| 2015 | Чемпіонат світу                     |    |    |               |      |        | 5               |                  |             |
| 2016 | Чемпіонат Європи                    | 4  |    |               |      |        |                 |                  |             |
| 2016 | Олімпійські ігри                    | 8  |    |               |      | 5      | 8               |                  |             |
| 2017 | Чемпіонат Європи                    |    |    |               |      | 3      | 7               |                  |             |
| 2017 | Чемпіонат світу                     |    |    |               |      | 6      | 2               |                  |             |
| 2018 | Чемпіонат Європи                    |    |    |               |      |        | 2               |                  |             |
| 2018 | Чемпіонат світу                     |    |    |               |      | 8      |                 |                  |             |
| 2019 | Чемпіонат Європи                    |    |    |               |      | 8      | 7               |                  |             |
| 2019 | Європейські ігри                    |    |    |               |      | 3      | 3               |                  |             |
| 2019 | Чемпіонат світу                     | 8  |    |               |      | 9      | 3               |                  |             |
| 2020 | Кубок світу в Баку*                 |    |    |               |      | 6      | 3               |                  |             |
| 2020 | Чемпіонат України, м. Кропивницький |    |    |               |      | 1      | 3               |                  |             |
| 2020 | Кубок виклику в Сомбатгеї           |    |    |               |      | 2      | 1               |                  |             |
| 2020 | Чемпіонат Європи                    | 1  |    |               |      | 3      | 1               |                  |             |
| 2021 | Чемпіонат України, м. Кропивницький | 2  |    |               |      | 1      | 1               |                  |             |
| 2021 | Чемпіонат Європи                    |    |    |               |      | 6      | 1               |                  |             |
| 2021 | Кубок виклику в Осієці              |    |    |               |      | 5      | 1               |                  |             |
| 2021 | Кубок світу в Досі                  |    |    |               |      | 6      | 2               |                  |             |
| 2021 | Олімпійські ігри                    | 7  |    |               |      | 11     | 14              |                  |             |
| 2021 | Чемпіонат світу                     |    |    |               |      | 88     | 24              |                  |             |
| 2022 | Кубок виклику в Осієці              |    |    |               |      |        | 1               |                  |             |
| 2022 | Кубок виклику в Копері              |    |    |               |      | 1      | 1               |                  |             |
| 2022 | Чемпіонат Європи                    | 9  |    | 61            |      | 7      | 3               |                  |             |
| 2022 | Чемпіонат світу                     | 21 |    |               |      | 18     | 3               |                  |             |
| 2023 | Кубок світу в Котбусі               |    |    |               |      | 11     | 15              |                  |             |
| 2023 | Кубок світу в Досі                  |    |    |               |      | 8      | 2               |                  |             |
| 2023 | Чемпіонат Європи                    | 9  |    |               |      | 9      | 3               |                  |             |
| 2023 | Кубок виклику в Мерсіні             |    |    |               |      | 3      | 3               |                  |             |
| 2023 | Чемпіонат світу                     | 12 |    |               |      | 16     | 4               |                  |             |
| 2024 | Кубок світу в Баку                  |    |    |               |      | 8      | 20              |                  |             |
| 2024 | Чемпіонат Європи                    | 1  |    |               |      | 12     | 4               |                  |             |
| 2024 | Кубок виклику в Копері              |    |    |               |      | 1      |                 |                  |             |
| 2024 | Олімпійські ігри                    | 5  |    |               |      | 15     | 8               |                  |             |

*результати встановлено за підсумками кваліфікації
**курсивом виділено місце спортсмена у кваліфікації

## Державні нагороди
- Орден «За заслуги» II ст. (25 липня 2013) — за досягнення високих спортивних результатів на XXVII Всесвітній літній Універсіаді в Казані, виявлені самовідданість та волю до перемоги, піднесення міжнародного авторитету України[38]
- Орден «За заслуги» III ст. (15 серпня 2012) — за досягнення високих спортивних результатів на ХХХ літніх Олімпійських іграх у Лондоні, виявлені самовідданість та волю до перемоги, піднесення міжнародного авторитету України[39]
- Медаль «За працю і звитягу» (15 липня 2019) —За досягнення високих спортивних результатів ІІ Європейських іграх у м. Мінську (Республіка Білорусь), виявлені самовідданість та волю до перемоги, піднесення міжнародного авторитету України[40]

## Факти з особистого життя
2016-го побрався з лідером жіночої збірної України Ангеліною Кислою.
Напочатку квітня 2022-го у блокадному Маріуполі загинули бабуся та дідусь спортсмена.
31 березня 2024 року в родині народився син Мирон.

## Інші факти
Ім'ям Ігоря Радівілова названий один з елементів вправ у чоловічих змаганнях з гімнастики. Опорний стрибок «The Radivilov» виконується обличчям уперед після відштовхування від опорного містка. Спортсмен повинен зробити три оберти в повітрі, перед тим як приземлитися. Оцінюється цей елемент у 7,0 балів. У листопаді 2016 року Чоловічий технічний комітет Міжнародної федерації гімнастики заборонив виконувати потрійне сальто вперед або назад (у тому числі стрибок «The Radivilov») із 2017 по 2020 роки .